# Norberto Bobbio
Norberto Bobbio (Turim, 18 de outubro de 1909 – Turim, 9 de janeiro de 2004) foi um filósofo político, historiador do pensamento político, escritor e senador vitalício italiano. Conhecido por sua ampla capacidade de produzir escritos concisos, lógicos e, ainda assim, densos. Defensor da democracia social-liberal e do positivismo jurídico e crítico de Marx, do fascismo italiano, do Bolchevismo e do primeiro-ministro Silvio Berlusconi.  Norberto Bobbio faleceu em 9 de janeiro de 2004, em Turim, aos 94 anos de idade.
Segundo Ferrajoli, Bobbio é considerado "ao mesmo tempo o maior teórico do direito e o maior filósofo [italiano] da política […] da segunda metade do século XX ", foi " certamente aquele que deixou a marca mais profunda do filosófico-jurídico e da cultura político-filosófica e que várias gerações de estudiosos, mesmo de formações muito diferentes, têm considerado como um mestre".

## Vida, estudos e carreira

### Primeiros anos e vida acadêmica
Norberto Bobbio nasceu em Turim capital de Piemonte, filho de um médico-cirurgião, Luigi Bobbio, neto de António Bobbio, professor primário, depois diretor escolar, católico liberal que se interessava por filosofia e colaborava, periodicamente, nos jornais. Viveu durante a infância e adolescência em uma família abastada, com criadas e motorista. Inicia-se no gosto da leitura com George Bernard Shaw, Honoré de Balzac, Stendhal, Percy Bysshe Shelley, Benedetto Croce, Thomas Mann e vários outros. Foi amigo de infância de Cesare Pavese com quem conviveu e aprendeu o inglês através da leitura de alguns clássicos. Lia, depois traduzia e comentava.
Uma condição familiar confortável permitiu-lhe uma infância tranquila. O jovem Norberto escreve versos, ama Bach e La Traviata, mas desenvolverá, devido a uma doença infantil não bem definida "a sensação de cansaço de viver, de um cansaço permanente e invencível" que se agravou com a idade, traduzindo-se num taedium vitae, num sentimento de melancolia, que se revelará essencial para o seu amadurecimento intelectual.
Ele estudou primeiro no ginásio e depois no colégio clássico Massimo D'Azeglio, onde conheceu Leone Ginzburg, Vittorio Foa e Cesare Pavese, que mais tarde se tornaram figuras importantes na cultura da Itália republicana. A partir de 1928, como muitos jovens da época, foi finalmente inscrito no Partido Nacional Fascista. Sua juventude, como ele mesmo descreveu, foi: “vivida entre um convicto fascismo patriótico na família e um igualmente firme antifascismo aprendido na escola, com conhecidos professores antifascistas, como Umberto Cosmo e Zino Zini, e igualmente camaradas antifascistas intransigentes como Leone Ginzburg e Vittorio Foa".
Aluno de Gioele Solari e Luigi Einaudi, formou-se em Direito em 11 de julho de 1931 com a tese intitulada Filosofia e Dogmática do Direito, obtendo a nota 110/110 cum laude com dignidade de imprensa. Em 1932 frequentou um curso de verão na Universidade de Marburg, na Alemanha, junto com Renato Treves e Ludovico Geymonat, onde aprenderá sobre as teorias de Jaspers e os valores do existencialismo. No ano seguinte, em dezembro de 1933, formou-se em Filosofia sob a orientação de Hannibal Shepherd com uma tese sobre a fenomenologia de Husserl, trazendo um voto de 110/110 cum laude e dignidade da imprensa, e em 1934 obteve a habilitação docente em Filosofia do Direito, que abriu as portas em 1935 para o ensino, primeiro na Universidade de Camerino, depois na Universidade de Siena e Pádua (de 1940 a 1948 ). Em 1934, ele publicou seu primeiro livro, The Phenomenological Address in Social and Legal Philosophy.

## A prisão em 1935 e a Carta a Mussolini
Seus contatos indesejáveis com o regime lhe renderam, em 15 de maio de 1935, uma primeira prisão em Turim, junto com amigos do grupo antifascista Giustizia e Libertà; foi, portanto, obrigado, após uma liminar, a comparecer perante a Comissão Provincial da Prefeitura para se inocentar, a encaminhar uma carta a Benito Mussolini. A clara fama fascista de que gozava a família, no entanto, permitiu-lhe uma reabilitação plena, tanto que, poucos meses depois, com a intervenção necessária de Mussolini e Gentile, obteve a cátedra de filosofia do direito no Camerino, que ocupou por outro professor titular judeu, expulso em decorrência de leis raciais. Após uma recusa inicial devido à detenção de três anos antes, foi reintegrado graças à intervenção de Emilio De Bono, amigo da família, enquanto o católico e declarado antifascista Giuseppe Capograssi era presidente da comissão.
É durante estes anos que Norberto Bobbio delineia parte dos interesses que estarão na base da sua investigação e dos seus estudos futuros: a filosofia do direito, a filosofia contemporânea e os estudos sociais, um desenvolvimento cultural que Bobbio vive ao mesmo tempo que o temporal (contexto político). Um ano depois das leis raciais, na verdade, exatamente em 3 de março de 1939, ele jurou lealdade ao fascismo para obter a cátedra na Universidade de Siena. E renovou seu juramento em 1940, quando a guerra foi declarada, para ocupar o lugar do professor Giuseppe Capograssi, que por sua vez assumiu o cargo em 1938 na cadeira do professor Adolfo Ravà, expulso da Universidade de Pádua por ser judeu. Esse episódio de sua vida - muitas vezes relatado como se Bobbio tivesse assumido diretamente o lugar de Ravà - foi então objeto de várias controvérsias.
Em 1942, um jovem Bobbio afirmou perante a Sociedade Italiana de Filosofia do Direito que Capograssi cresceu naquele "renascimento idealista do século XX, em nosso campo de estudos iniciado, estimulado e, o que é mais, criticamente fundado por Giorgio Del Vecchio".

## Adesão ao Partito d'azione
Em 1942 participou do movimento socialista liberal fundado por Guido Calogero e Aldo Capitini e, em outubro do mesmo ano, ingressou no clandestino "Partito d'azione". Nos primeiros meses de 1943 ele rejeitou o "convite" do Ministro Biggini (que logo depois elaborou a constituição da República de Salò por iniciativa de Mussolini) para participar de uma cerimônia na Universidade de Pádua durante a qual uma lâmpada votiva seria colocada no santuário dos caídos da revolução fascista no cemitério da cidade. Em 1943 ele se casou com Valeria Cova: seus filhos Luigi, Andrea e Marco nasceram de sua união. Em 6 de dezembro de 1943, ele foi preso em Pádua por atividades clandestinas e permaneceu na prisão por três meses. Em 1944 foi publicado o ensaio "A filosofia da Decadência", no qual criticava o existencialismo e as correntes irracionalistas, ao mesmo tempo que defendia as necessidades da razão iluminista.
Depois da libertação, ele colaborou regularmente com Giustizia e Libertà, o jornal de Turim Partito d'azione, dirigido por Franco Venturi. Colaborou na atividade do Centro de Estudos Metodológicos com o objetivo de promover o encontro entre a cultura científica e a cultura humanística e, posteriormente, com a Sociedade Europeia de Cultura. Em 1945 publicou uma antologia de escritos de Carlo Cattaneo, com o título Estados Unidos da Itália, apresentando um estudo, escrito entre a primavera de 1944 e a de 1945, onde argumentava que o federalismo como união de diferentes estados deveria ser considerado ultrapassado após a unificação nacional ocorreu. O federalismo pensado por Bobbio era aquele pretendido como um "teórico da liberdade" com uma pluralidade de centros de participação que pudessem se expressar em formas de democracia direta moderna.

## Atividade Acadêmica
Em 1948, ele deixou seu cargo em Pádua e foi chamado para a cadeira de filosofia do direito na Universidade de Turim, incluindo cursos de considerável importância, como Teoria da ciência jurídica (1950), Teoria das normas jurídicas (1958), Teoria do sistema jurídico (1960) e Positivismo jurídico (1961).
A partir de 1962 passou a lecionar Ciências Políticas, que ocupará até 1971; foi um dos fundadores da atual faculdade de ciências políticas da Universidade de Turim juntamente com Alessandro Passerin d'Entrèves, que assumiu a cadeira de filosofia política em 1972, mantendo-a até 1979 também para o ensino de filosofia do direito e política Ciência. De 1973 a 1976 tornou-se reitor do corpo docente por acreditar que enquanto os cargos acadêmicos eram "onerosos e sem honras", o magistério era a principal atividade de sua vida: "um hábito e não apenas uma profissão".
A política, por outro lado, gradualmente se tornou um tema fundamental em sua trajetória intelectual e acadêmica e, paralelamente às publicações de natureza jurídica, iniciou um debate com os intelectuais da época; em 1955 escreveu Política e Cultura, considerada um de seus marcos, enquanto em 1969 publicou o livro Ensaios sobre ciência política na Itália.
Nos vinte e cinco anos acadêmicos à sombra da Mole Antonelliana, Bobbio também ministrou diversos cursos sobre Kant, Locke, obras sobre Hobbes e Marx, Hans Kelsen, Carlo Cattaneo, Hegel, Vilfredo Pareto, Gaetano Mosca, Piero Gobetti, Antonio Gramsci, e contribuiu com uma pluralidade de ensaios, escritos, artigos e intervenções de grande importância que o levaram, posteriormente, a se tornar membro da Accademia dei Lincei e da British Academy.
Tornou-se co-diretor com Nicola Abbagnano da Revista de Filosofia a partir de 1953, tendo, assim, se tornado membro da Academia de Ciências de Turim, da qual ingressou em 9 de março do mesmo ano para ser confirmado membro nacional e residente a partir de 26 de abril de 1960. É significativa a colaboração, sobre o tema pacifista, com o filósofo e amigo antifascista Aldo Capitini, cujas reflexões comuns conduzirão à obra Os problemas da guerra e os caminhos da paz (1979).

## Atividade Política
Em 1953 participou da luta liderada pelo movimento da Unidade Popular contra a lei eleitoral majoritária e em 1967 na Assembleia Constituinte do Partido Socialista Unificado. Na época dos protestos juvenis, Turim foi a primeira cidade a comandar o protesto, e Bobbio, defensor do diálogo, não escapou de um confronto difícil com os estudantes, inclusive com seu próprio filho mais velho, Luigi, que era militante na época. em Lotta Continue. Paralelamente, foi também nomeado pelo Ministério da Educação Pública como membro da Comissão Técnica para a criação da Faculdade de Sociologia de Trento.
Em 1971, Bobbio estava entre os signatários da carta aberta publicada no semanário L'Espresso sobre o caso Pinelli. Em 1998, Norberto Bobbio, em carta dirigida a Adriano Sofri publicada no La Repubblica, repudiou o tom da linguagem utilizada na apelação, mas sem se retratar de sua adesão ao conteúdo das críticas sobre os fatos relacionados à Piazza Fontana.
Em 14 de fevereiro de 1972, escrevendo a Guido Fassòem torno do problema democrático, Bobbio desabafou argumentando que “esta nossa democracia tornou-se cada vez mais uma casca vazia, ou melhor, uma tela atrás da qual se esconde um poder cada vez mais corrupto, cada vez mais descontrolado, cada vez mais exorbitante [... ] fora, na fachada. Mas por trás da tradicional arrogância dos poderosos que não querem abrir mão nem de um grama de seu poder, e mantê-lo por todos os meios, antes de tudo com a corrupção [...] A democracia não é apenas um método, mas também é um ideal: é o ideal igualitário. Onde este ideal não inspira os governantes de um regime autoproclamado democrático, democracia é um nome vão. Não posso separar a democracia formal da substantiva. Tenho o pressentimento de que onde há é só a primeira que um regime democrático não está destinado a durar [...] estou muito amargo, meu amigo. Mas vejo este nosso sistema político se desintegrando aos poucos [...] por causa de suas degenerações internas, profundas, talvez irrefreáveis».
Em meados dos anos setenta, na esteira de um compromisso civil cada vez mais vivo, e no limiar de um dos períodos mais dramáticos da Itália (culminando com o sequestro e assassinato de Aldo Moro), provocou um debate animado, ambos negando a existência de uma cultura fascista é lidar extensivamente com as relações entre democracia e socialismo.
Em 8 de maio de 1981, na véspera do referendo sobre o aborto, ele deu uma entrevista ao Corriere della Sera na qual declarou sua oposição à interrupção da gravidez.
Posteriormente a sua atenção estava concentrada em favor de uma "política de paz", com distinção motivada em apoio do direito internacional por ocasião do 1991 Guerra do Golfo.
Das vinte e cinco cartas inéditas que fazem parte da correspondência que Bobbio tinha com Danilo Zolo e que agora são divulgadas no volume O sopro da liberdade, editado pelo próprio Zolo, interessante é a de 25 de fevereiro de 1991 sobre a "Guerra do Golfo" cujos protagonistas em janeiro de 1991 os Estados Unidos de George Bush pai, as forças da 'ONU e vários países árabes se aliaram contra' o Iraque de Saddam Hussein, que havia invadido o Kuwait.
Bobbio definiu esta guerra como "apenas" não perceber que aquela palavra "... poderia ser interpretada de uma maneira diferente de como eu a entendia... como uma guerra" justificada "por responder a uma agressão". Bobbio então reclamou da polêmica que surgiu a esse respeito pelos " pacifistas exagerados ". O fato de a ONU, escreveu Bobbio, ter autorizado a intervenção na guerra contra o Iraque tornava-a "legal", nesse sentido, "justa".
Bobbio, no entanto, reconheceu que a ONU posteriormente foi posta de lado durante a guerra e o "bombardeio impiedoso" em Bagdá significava que se poderia temer que "... se a paz for estabelecida com a mesma falta de sabedoria com que a guerra foi conduzida, esta guerra também terá sido, como tantas outras, inútil."

## A nomeação para o cargo de senador vitalício
Em 1979 foi nomeado professor emérito da Universidade de Torino e em 1984, nos termos do segundo parágrafo do artigo 59 da Constituição italiana, tendo "ilustrado a pátria com altíssimos méritos" no campo social e científico, foi nomeado senador vitaliciamente pelo Presidente da República Sandro Pertini. Como deputado ao Senado, inscreveu-se primeiro como independente no grupo socialista, depois a partir de 1991 no grupo misto e finalmente a partir de 1996 no grupo parlamentar do Partido Democrático de Esquerda, que mais tarde se tornou os Democratas de Esquerda. Em 1994, após a temporada de mãos limpas e o chamado fim da Primeira República, foi publicado o ensaio "Direita e Esquerda", cujo conteúdo provocou um notável debate cultural, sacudindo a política italiana. O livro atingiu os quinhentos mil exemplares vendidos em poucos meses e foi republicado no ano seguinte, revisado e ampliado, com respostas às críticas.
Em reconhecimento a uma vida inteira dedicada às ciências do direito, política, filosofia e sociedade, entre a dúvida e o método, entre o ethos e o secularismo, Bobbio recebeu títulos honorários de várias universidades, incluindo as de Paris (Nanterre), Buenos Aires, Madrid (três, em particular na Complutense) e em Bolonha, e ganhou o Prêmio Europeu Charles Veillon de não ficção em 1981, o Prêmio Balzan de 1994, e o Prêmio Agnelliem 1995.
Em 1997 publicou sua autobiografia. Em 1999, uma terceira edição atualizada de seu best-seller foi lançada, agora traduzida para cerca de vinte idiomas. Em 2001, sua esposa Valeria faleceu e Bobbio começou a se aposentar gradativamente da vida pública, enquanto continuava no negócio e era curador de outras publicações. Seus comentários críticos contra Silvio Berlusconi e a política partidária (ou seja, a falta de partidos) fizeram barulho, e suas reflexões sobre a crise da esquerda e da social-democracia europeia. 18 de outubro de 2003, recebeu o "Selo Cívico" de Turim "pelo seu empenho político e pela sua contribuição para a reflexão histórica e cultural".
Depois de passar a maior parte de sua vida lá, Norberto Bobbio morreu em Torino em 9 de janeiro de 2004. De acordo com sua vontade, poucos dias após sua morte, o corpo foi sepultado, com cerimônia civil estritamente particular, no cemitério de Rivalta Bormida, município piemontês da província de Alessandria. Sua esposa Valéria faleceu três anos antes deixaram três filhos.

## Pensamento
O pensamento de Norberto Bobbio se formou nas primeiras décadas do século XX em um clima filosófico dominado pelo idealismo. No entanto, como muitos estudiosos de Turim, ele nunca abraçou essa visão de mundo: após uma abordagem inicial da fenomenologia, significativamente atestada por seus trabalhos sobre a filosofia de Husserl, ele se aproxima de uma perspectiva neonacionalista e neoempirista que floresceu na Europa, especialmente além os Alpes na Alemanha e ao redor do Círculo de Viena.
Nas décadas de 1940 e 1950, Bobbio entra em contato com a filosofia analítica da tradição anglo-saxônica. Realiza estudos de análise da linguagem, traçando as primeiras linhas de pesquisa da escola analítica italiana de filosofia do direito, da qual é ainda hoje reconhecido como eminente figura de referência. Nesse sentido, pelo menos os dois ensaios devem ser mencionados: Ciência do direito e análise da linguagem de 1950 e Ser e ter que estar na ciência do direito de 1967.
Ele dedica estudos específicos a Hobbes, a Pareto e a muitos filósofos e teóricos políticos dos quais já mencionamos. Ele vê no Iluminismo um modelo de rigor e rejeição do dogmatismo a partir do qual retira o ideal racionalista, traduzindo-o também na análise do sistema democrático e parlamentar. Desde a década de 1950 vem lidando com questões como a guerra e a legitimidade do poder, dividindo sua produção entre a filosofia jurídica, a história da filosofia e as questões políticas atuais.
Durante os últimos anos no fascismo, Bobbio amadureceu a convicção da necessidade de um estado democrático, que limparia o campo do perigo de uma política ideologizada e de ideologias totalitárias tanto à direita quanto à esquerda Ele espera uma gestão laica da política e uma abordagem filosófico-cultural dela, que ajudará a superar a oposição entre capitalismo e comunismo e a promover a liberdade e a justiça.
No ensaio Qual Socialismo? (1976), Bobbio critica tanto a dialética marxista quanto os objetivos dos movimentos revolucionários, argumentando que as conquistas burguesas devem se estender também à classe proletária. Bobbio acredita que só a experiência marxista-leninista estava falida, enquanto ele prevê que as demandas de justiça reivindicadas pelos marxistas podem, no futuro, ressurgir no cenário político.
O pensamento de Bobbio torna-se assim, sobretudo entre os intelectuais da área socialista, um modelo exemplar, graças ao seu 'saber empenhado', certamente “mais preocupado em semear dúvidas do que em angariar apoios”. Ele mesmo retomará a reflexão sobre um tema que lhe é caro, o da relação entre política e cultura, propondo, uma "autonomia relativa da cultura em relação à política" segundo a qual "a cultura não pode e não deve ser reduzido integralmente à esfera do político ».
Em 1994 foi lançada a obra Direita e Esquerda, na qual Bobbio enfoca as diferenças entre as duas ideologias e as duas direções político-sociais; a direita, segundo o autor, é caracterizada por tendências à desigualdade, ao conservadorismo e é inspirada por interesses, enquanto a esquerda busca a igualdade, a transformação e é movida por ideais. Nesse trabalho, Bobbio também se expressou a favor dos direitos dos animais.
Na obra A Era dos Direitos (1990), Bobbio identifica os direitos fundamentais que permitem o desenvolvimento de uma democracia real e de uma paz justa e duradoura. Uma participação coletiva e não coercitiva nas decisões da comunidade, uma negociação das partes, a expansão do modelo democrático para todo o mundo, a fraternidade entre os homens, o respeito aos oponentes, a alternância sem o auxílio da violência, uma série de condições liberais, são apontados por Bobbio como pedras angulares de uma democracia, que embora ruim, é preferível a uma ditadura.
Ao longo de sua vida, escritor de inúmeros artigos, inclusive através de entrevistas, Norberto Bobbio encarna o ideal da filosofia crítica e militante que também o vê como o protagonista do Centro de Estudos Metodológicos de Turim e um dos fundadores do Centro de Estudos Piero Gobetti em Turim, os quais ainda preserva na sua biblioteca e o seu arquivo.

## Sobre o Papel do Intelectual
Disse, Bobbio, certa vez, sobre o papel do intelectual "Considero-me um homem de dúvida e de diálogo. Da dúvida, porque todo o meu raciocínio sobre uma das grandes questões quase sempre termina, seja expondo a gama de respostas possíveis, seja fazendo outra grande questão. Do diálogo, porque não presumo que sei o que não sei, e o que sei testo continuamente com aqueles que presumo saber mais do que eu".
Ao contrário da figura do "Profeta" intelectual, preferindo o papel de "Mediador" engajado "na difícil arte do diálogo" (e isso também é atestado pela conversa mantida com os marxistas para um reexame crítico de seu "dogmatismo e sectarismo» que também envolveu Palmito Togliatti), sua atitude teórica foi marcada por uma "ambivalência" positiva entre uma posição realista e uma idealista que não se esquivou das complexidades do discurso, muitas vezes recorrendo ao paradoxo. Isso lhe valeu, em virtude do amor pelo debate que considera "os prós e os contras" de cada questão, o título de filósofo "da indecisão" (Rafael de Asís Roig), já que todo o seu "raciocínio sobre uma das grandes questões [terminava] quase sempre, seja por expor a gama de respostas possíveis, seja por fazer mais uma outra grande questão".

## Obra
A mais recente bibliografia dos seus escritos enumera 2025 títulos entre obras de ensaio, direito, ética, filosofia, peças de comentário político. Mas se há um traço comum que une esta vasta e diversificada obra intelectual é a postura do professor que procura de forma simples e intuitiva transmitir a quem o ouve (ou lê) as ideias matrizes de uma riquíssima história das ideias ocidentais e a perseverante defesa das regras do jogo democrático como indispensável à própria sobrevivência da democracia.
Entre suas obras mais usadas no meio acadêmico, destacam-se o "Dicionário de Política", escrito ao lado de Nicola Matteucci e Gianfranco Pasquino, publicada em dois volumes; e "Política e Cultura", que vendeu mais de 300 mil cópias só na Itália e foi traduzido para 19 idiomas.
- Estado, Governo, Sociedade
- Ensaios sobre Gramsci
- Teoria da Norma Jurídica
- Teoria do Ordenamento Jurídico
- Elogio da Serenidade

### Algumas obras em português
- A Era dos Direitos[39]
- Igualdade e Liberdade
- Liberalismo e Democracia (São Paulo, Editora Edipro, 2017, ISBN 9788572839952)
- O Positivismo Jurídico, lições de filosofia do direito
- Dicionário de Política (co-autor)
- Teoria da Norma Jurídica (Editora Edipro, 2016, ISBN 9788572839037)
- Teoria do Ordenamento Jurídico (São Paulo, Editora Edipro, 2014, ISBN 9788572836142)
- Teoria das Formas de Governo (São Paulo, Editora Edipro, 2017, ISBN 9788572839921)
- Direito e Estado no pensamento de Emanuel Kant
- As ideologias e o poder em crise
- «Direita e esquerda: razões e significados de uma distinção política» (PDF)
- O Futuro da Democracia
- Da estrutura à função: novos estudos de teoria do direito. 2007.

## Obras sobre Bobbio em Português
- NAPOLI, Ricardo Bins di; GALLINA, A. L. (orgs.) Norberto Bobbio: Direito, Ética e Política. Ijuí: EdUnijuí, 2005.
- BOBBIO, Norberto. Direita e Esquerda. São Paulo: UNESP, 2001.

## Obras - Em Língua Italiana[40]
Os escritos de Bobbio, em língua italiana:
- Norberto Bobbio, L'indirizzo fenomenologico nella filosofia sociale e giuridica, a cura di P. Di Lucia, Torino, Giappichelli, 2018 [1934], ISBN 978-88-921-0936-0.
- Norberto Bobbio, Scienza e tecnica del diritto, Torino, Istituto giuridico della Regia Università, 1934.
- Norberto Bobbio, L'analogia nella logica del diritto, a cura di P. Di Lucia, Milano, Giuffrè, 2006 [1938], ISBN 978-88-14-13218-6.
- Norberto Bobbio, La consuetudine come fatto normativo, introduzione di P. Grossi, Torino, Giappichelli, 2010 [1942], ISBN 978-88-348-1745-2.
- Norberto Bobbio, La filosofia del decadentismo, Torino, Chiantore, 1944.
- Carlo Cattaneo e Norberto Bobbio, Stati Uniti d'Italia. Scritti sul federalismo democratico, prefazione di N. Urbinati, Roma, Donzelli, 2010 [1945], ISBN 978-88-6036-505-7.
- Norberto Bobbio, Teoria della scienza giuridica, Torino, Giappichelli, 1950.
- Norberto Bobbio, Politica e cultura, introduzione e cura di F. Sbarberi, Torino, Einaudi, 2005 [1955], ISBN 978-88-06-17292-3.
- ·   Norberto Bobbio, Studi sulla teoria generale del diritto, Torino, Giappichelli, 1955.
- Norberto Bobbio, Teoria della norma giuridica, Torino, Giappichelli, 1958.
- Norberto Bobbio, Teoria dell'ordinamento giuridico, Torino, Giappichelli, 1960.
- · I corsi di lezione sulla norma e sull'ordinamento giuridico sono stati rifusi in Norberto Bobbio, Teoria generale del diritto, Torino, Giappichelli, 1993, ISBN 88-348-3071-7.
- Norberto Bobbio, Il positivismo giuridico, Lezioni di Filosofia del diritto raccolte dal dott. Nello Morra, Torino, Giappichelli, 1996 [1961], ISBN 88-348-6167-1.
- Norberto Bobbio, Locke e il diritto naturale, introduzione di Gaetano Pecora, Torino, 2017 [1963], ISBN 978-88-921-0945-2.
- Norberto Bobbio, Da Hobbes a Marx. Saggi di storia della filosofia, 2ª ed., Napoli, Morano, 1971 [1964].
- Norberto Bobbio, Italia civile. Ritratti e testimonianze, 2ª ed., Firenze, Passigli, 1986 [1964], ISBN 978-88-368-0315-6.
- Norberto Bobbio, Giusnaturalismo e positivismo giuridico, prefazione di L. Ferrajoli, 4ª ed., Roma-Bari, Laterza, 2018 [1965], ISBN 978-88-420-8668-0.
- Norberto Bobbio, Profilo ideologico del Novecento italiano, in Storia della letteratura italiana, 9 voll., direttori E. Cecchi e N. Sapegno, vol. 9 (Il Novecento), Milano, Garzanti, 1965-69, pp. 105–200.. Ristampato come opera a sé stante, per Einaudi, nel 1986 (ISBN 88-06-59313-7), quindi, nuovamente per Garzanti, nel 1990 (ISBN 88-11-67410-7).
- Norberto Bobbio, Saggi sulla scienza politica in Italia, 2ª ed., Roma-Bari, Laterza, 2005 [1969], ISBN 978-88-420-6387-2.
- Norberto Bobbio, Diritto e Stato nel pensiero di Emanuele Kant, lezioni raccolte dallo studente Gianni Sciorati, 2ª ed., Torino, Giappichelli, 1969 [1957],
- Norberto Bobbio, Una filosofia militante. Studi su Carlo Cattaneo, Torino, Einaudi, 1971,
- Norberto Bobbio, La teoria delle forme di governo nella storia del pensiero politico, anno accademico 1975-76, Torino, Giappichelli, 1976, ISBN 978-88-348-0525-1.
- Norberto Bobbio, Quale socialismo? Discussione di un'alternativa, 5ª ed., Torino, Einaudi, 1977.
- Norberto Bobbio, Il problema della guerra e le vie della pace, 4ª ed., Bologna, Il Mulino, 2009 [1979], ISBN 978-88-15-13300-7.
- Norberto Bobbio, Studi hegeliani. Diritto, società civile, Stato, Torino, Einaudi, 1981.
- Norberto Bobbio, Le ideologie e il potere in crisi. Pluralismo, democrazia, socialismo, comunismo, terza via e terza forza, Firenze, Le Monnier, 1981, ISBN 88-00-84034-5.
- Norberto Bobbio, Il futuro della democrazia. Una difesa delle regole del gioco, Torino, Einaudi, 1984, ISBN 88-06-57547-3.
- Norberto Bobbio, Maestri e compagni, 3ª ed., Firenze, Passigli, 1994 [1984], ISBN 88-368-0309-1.
- Norberto Bobbio, Il terzo assente. Saggi e discorsi sulla pace e sulla guerra, 2ª ed., Casale Monferrato, Sonda, 2013 [1989], ISBN 978-88-7106-007-1.
- Norberto Bobbio, Thomas Hobbes, Torino, Einaudi, 2004 [1989], ISBN 978-88-06-16968-8.
- Norberto Bobbio, Saggi su Gramsci, Collana Campi del sapere, Milano, Feltrinelli, 1990, ISBN 978-88-07-10135-9.
- Norberto Bobbio, L'età dei diritti, Torino, Einaudi, 2014 [1990], ISBN 978-88-06-22343-4.
- Norberto Bobbio, Il dubbio e la scelta. Intellettuali e potere nella società contemporanea, Roma, Carocci, 2001 [1993], ISBN 88-430-1838-8.
- Norberto Bobbio, Elogio della mitezza e altri scritti morali, Milano, Il Saggiatore, 2014 [1994], ISBN 978-88-428-1882-3.
- Norberto Bobbio, Destra e sinistra. Ragioni e significati di una distinzione politica, edizione del ventennale con una introduzione di M.L. Salvadori e due commenti vent'anni dopo di D. Cohn-Bendit e di M. Renzi, Roma, Donzelli, 2014 [1994], ISBN 978-88-6843-262-1.
- Norberto Bobbio, Tra due repubbliche. Alle origini della democrazia italiana, con una nota storica di T. Greco, Roma, Donzelli, 1996, ISBN 978-88-7989-211-7.
- Norberto Bobbio, Eguaglianza e libertà, Torino, Einuadi, 2009 [1995], ISBN 978-88-06-19868-8.
- Norberto Bobbio, De senectute e altri scritti autobiografici, a cura di P. Polito, prefazione di G. Zagrebelsky, Torino, Einaudi, 2006 [1996], ISBN 978-88-06-18493-3.
- Norberto Bobbio, Né con Marx né contro Marx, a cura di C. Violi, Roma, Editori Riuniti, 2016 [1997], ISBN 978-88-6473-197-1.
- Norberto Bobbio, Autobiografia, a cura di A. Papuzzi, 3ª ed., Roma-Bari, Laterza, 2014 [1997], ISBN 978-88-420-5752-9.
- Norberto Bobbio, Teoria generale della politica, a cura di M. Bovero, Torino, Einaudi, 2009 [1999], ISBN 978-88-06-19985-2.
- Norberto Bobbio, Trent'anni di storia della cultura a Torino (1920-1950), introduzione di A. Papuzzi, Torino, Einaudi, 2002 [1977], ISBN 88-06-16250-0.
- Norberto Bobbio e Maurizio Viroli, Dialogo intorno alla repubblica, Roma-Bari, Laterza, 2003 [2001], ISBN 978-88-420-6953-9.
- Norberto Bobbio, Liberalismo e Democrazia, introduzione di F. Manni, Milano, Simonelli, 2006 [1985], ISBN 978-88-9320-148-3.
- Norberto Bobbio, Contro i nuovi dispotismi. Scritti sul berlusconismo, premessa di E. Marzo, postfazione di F. Sbarberi, Bari, Dedalo, 2008, ISBN 978-88-220-5508-8.
- Norberto Bobbio, Etica e politica. Scritti di impegno civile, progetto editoriale e saggio introduttivo di M. Revelli, Mondadori, 2013 [2009], ISBN 978-88-04-63388-4